# Kohei Uchida
Kohei Uchida (内田 航平 Uchida Kōhei?, nacido el 19 de mayo de 1993 en Honjō, Saitama) es un futbolista japonés que se desempeña como centrocampista y actualmente juega en el Tokushima Vortis de la segunda división de Japón.

## Trayectoria

### Clubes
| Club             | País  | Año         |
| ---------------- | ----- | ----------- |
| Mito HollyHock   | Japón | 2012 - 2017 |
| Tokushima Vortis | Japón | 2018 -      |

## Estadística de carrera

### J. League
| Club           | Año   | J. League | J. League | Copa J. League | Copa J. League | Total | Total |
| Club           | Año   | Part.     | Goles     | Part.          | Goles          | Part. | Goles |
| -------------- | ----- | --------- | --------- | -------------- | -------------- | ----- | ----- |
| Mito HollyHock | 2012  | 4         | 0         | -              | -              | 4     | 0     |
| Mito HollyHock | 2013  | 20        | 0         | -              | -              | 20    | 0     |
| Mito HollyHock | 2014  | 31        | 1         | -              | -              | 31    | 1     |
| Mito HollyHock | 2015  | 34        | 0         | -              | -              | 34    | 0     |
| Mito HollyHock | 2016  | 25        | 1         | -              | -              | 25    | 1     |
| Mito HollyHock | 2017  | 36        | 2         | -              | -              | 36    | 2     |
| Total          | Total | 150       | 4         | 0              | 0              | 150   | 4     |